# George Johnstone Stoney

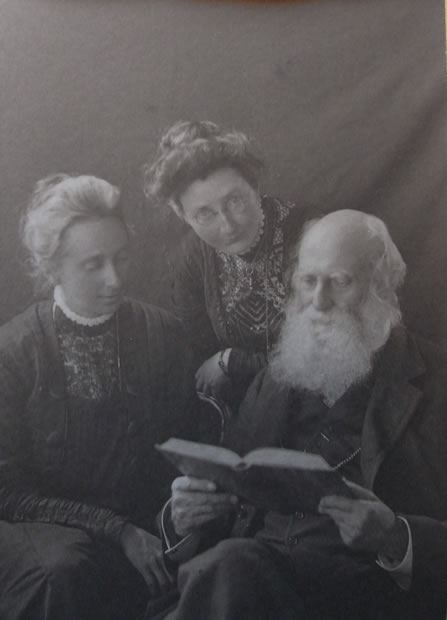
Stoney y sus hijas Edith y Florence.

George Johnstone Stoney (15 de febrero de 1826 - 5 de julio de 1911) fue un físico angloirlandés. Es famoso principalmente por haber introducido el término electrón  como la "unidad fundamental de la cantidad de electricidad".
Introdujo el concepto de electrón antes de que se descubriera la propia partícula.
Se dedicó a realizar una primera evaluación del número de Avogadro. En 1874 estableció la hipótesis según la cual la electricidad era creada por unos corpúsculos elementales que llamó electrones. 
En 1897 su intuición sobre la naturaleza de la electricidad fue confirmada por el físico inglés Joseph John Thomson.

## Biografía
Stoney nació en Oakley Park, cerca de Birr, Condado de Offaly, en los Midlands de Irlanda, dentro de una familia angloirlandesa establecida allí desde hacía años. Asistió al Trinity College de Dublín. De 1848 a 1852 trabajó de ayudante del astrónomo William Parsons, 3er Conde de Rosse, donde Parsons había construido el telescopio más grande del mundo en aquella época (de 75 pulgadas), conocido por su tamaño como el "Leviatán de Parsonstown". En 1893 se trasladó a Londres. Stoney Murió en Notting Hill, Londres. Fue elegido miembro de la Royal Society.
Publicó 75 escritos científicos e hizo importantes contribuciones a la física cósmica y a la teoría de los gases. Su trabajo científico más importante fue el cálculo de la magnitud del "átomo de electricidad". En 1891 propuso el término electrón para describir la unidad fundamental de carga eléctrica (el propio electrón fue descubierto por J.J. Thomson en 1897).

## La escala Stoney
La escala de Stoney, considerada como la más adecuada para explicar la teoría unificada, fue anticipada por George Johnstone Stoney. La escala de Stoney, (que implica una escala intermedia para explicar los efectos a gran escala como la gravedad y los efectos a pequeña escala como los electromagnéticos) comprende las unidades de escala de Stoney, sobre todo las de masa pero también de longitud y tiempo.
La masa de Stoney mS (expresada en términos contemporáneos) toma la forma:
{\displaystyle m_{S}={\sqrt {\frac {e^{2}}{4\pi \varepsilon _{0}G}}}={\sqrt {\alpha }}\,m_{P}}
donde ε0 es la permitividad del vacío, e es la carga elemental y G es la constante gravitacional, y donde α es la constante de estructura fina y mP es la masa de Planck.

## Reconocimientos
- El cráter lunar Stoney lleva este nombre en su memoria.[5]
- El cráter marciano Stoney también conmemora su nombre.[6]